# Ophiotylos leucus
Ophiotylos leucus är en ormstjärneart som beskrevs av Murakami 1943. Ophiotylos leucus ingår i släktet Ophiotylos och familjen fransormstjärnor. Inga underarter finns listade i Catalogue of Life.